# Sinophorus armillatus
Sinophorus armillatus là một loài tò vò trong họ Ichneumonidae.